# Malestroit
Malestroit település Franciaországban, Morbihan megyében. Lakosainak száma 2533 fő (2022. január 1.). Malestroit Missiriac, Saint-Congard, Pleucadeuc és Saint-Marcel községekkel határos.

## Népesség
A település népességének változása:
| Lakosok száma | 2483 | 2465 | 2357 | 2478 | 2476 | 2459 | 2456 | 2470 | 2483 | 2533 |
|               | 1968 | 1982 | 1990 | 2006 | 2013 | 2015 | 2017 | 2019 | 2020 | 2022 |